# Privilegi General d'Aragó
El Privilegi General d'Aragó fou un Privilegi concedit pel rei Pere III d'Aragó «el Gran» en les Corts de Tarassona (1283-1284).

## Context
La política expansionista mediterrània que inicià el rei en Pere III d'Aragó el 1280 amb la guerra de Sicília (1282-1289), i que provocà la Croada contra la Corona d'Aragó, havien suposat un fort desgast en les finances de la Corona.

## Contingut
Pressionat per la unió d'Aragó, el rei concedí un Privilegi d'articles que d'una banda confirmaven els privilegis d'Aragó, Terol, Ribagorça i València, i de l'altra atorgaven nous privilegis, com ara el de convocar el Parlament aragonès anualment, que el rei no declararia la guerra sense escoltar al Parlament d'Aragó, i que el Justícia d'Aragó intervindria en els plets que arribessin a la Cort. La resta d'articles contenien Privilegis judicials, jurisdiccionals, militars i econòmics i fiscals.